# Jasmine Byrne
Jasmine Byrne (ur. 23 stycznia 1985 w Riverside), właśc. Mary Beth Sanchez – amerykańska aktorka pornograficzna.

## Życiorys
Urodziła się w Riverside w Kalifornii jako najmłodsza z dziewięciorga rodzeństwa. Jej rodzina była pochodzenia indyjskiego, meksykańskiego i południowoazjatyckiego. Jej matka to Meksykanka urodzona i wychowana w Meksyku, jej ojciec to Meksykanin urodzony i wychowany w Los Angeles.
W szkole średniej grała w softball, piłkę nożną i koszykówkę. Planowała wstąpić do United States Marine Corps, ale ostatecznie podjęła pracę w Home Depot.
Od najmłodszych lat zaczęła interesować się seksem. Straciła dziewictwo w wieku 12 lat, często oglądała filmy porno i fantazjowała o byciu aktorką porno. W ostatnich latach liceum i po jego ukończeniu pracowała na różnych stanowiskach; jako kelnerka w restauracjach, w dziale obsługi klienta w sklepie odzieżowym i jako kasjerka w sklepie z artykułami gospodarstwa domowego. W wieku 19 lat zobaczyła w gazecie ogłoszenie umieszczone przez T.L. Tycoona, agenta obsadzającego aktorki w filmach pornograficznych, i postanowiła odpowiedzieć.
Swoją pierwszą scenę pod tytułem Sex is Good nakręciła do filmu Red Light District Young Tight Latinas 6 (2004), gdzie wzięła udział w scenie z Michaelem Stefano. To doświadczenie w ogóle jej nie przekonało i postanowiła trzymać się z daleka od porno, ale kilka miesięcy później zmieniła zdanie i zdecydowała, że chce poświęcić się temu zawodowo.
W lutym 2005 wystąpiła w programie Howarda Sterna, gdzie promowała swój najnowszy film. 
Sceny, w których uczestniczyła, miały charakter gonzo. Były to ekstremalne akty seksu analnego, gang bangu, głębokiego gardła i podwójnej penetracji. W realizacji Evil Angel Strap Attack 3 (2005) w reżyserii Joeya Silvery wystąpiła w scenie, w której penetrowała Christiana XXX.

## Nagrody i nominacje
| Rok  | Nagroda                                                 | Kategoria                               | Film                          | Inni wykonawcy | Rezultat  |
| ---- | ------------------------------------------------------- | --------------------------------------- | ----------------------------- | --- | --------- |
| 2005 | 10. edycja nagród Cyberspace Adult Video Reviews (CAVR) | Gwiazdka roku                           | –                             | – | Nominacja |
| 2005 | Rog Reviews Critic’s Choice                             | Najlepsza debiutantka                   | –                             | – | Wygrana   |
| 2005 | Rog Reviews Critic’s Choice                             | Najlepsza wykonawczyni                  | –                             | – | Wygrana   |
| 2006 | AVN Award                                               | Najlepsza nowa gwiazdka                 | –                             | – | Nominacja |
| 2006 | AVN Award                                               | Najlepsza scena seksu analnego          | Angels of Debauchery 4 (2005) | Mark Ashley | Nominacja |
| 2006 | AVN Award                                               | Najlepsza scena seksu grupowego         | Jail Bait (2004)              | Erik Everhard, John Strong i Steve Holmes | Nominacja |
| 2006 | AVN Award                                               | Najlepsza złośnica                      | Bet Your Ass 3 (2005)         | – | Nominacja |
| 2006 | AVN Award                                               | Najlepsza scena triolizmu               | Innocence: Wild Child (2004)  | Jean Val Jean i Mario Rossi | Nominacja |
| 2006 | XRCO Award                                              | Orgazmiczna oralistka roku              | –                             | – | Nominacja |
| 2007 | AVN Award                                               | Najlepsza wykonawczyni                  | –                             | – | Nominacja |
| 2007 | AVN Award                                               | Najlepsza złośnica                      | Jack’s Playground 31 (2006)   | – | Nominacja |
| 2007 | AVN Award                                               | Najlepsza scena seksu grupowego – wideo | Gangbanger’s Ball (2006)      | Otto Bauer, Ben English, Benjamin Brat, Steve Holmes, Joel Lawrence, Chris Charming, Brian Pumper, Erik Everhard, Reno, Sascha, Arnold Schwartzenpecker i Nathan Threat | Nominacja |
| 2009 | AVN Award                                               | Najlepsza cena seksu samych dziewczyn   | Babes Illustrated 17 (2008)   | Eva Angelina, Sammie Rhodes, Vic Sinister i Starla Sterling | Nominacja |
| 2009 | AVN Award                                               | Najlepsza cena seksu grupowego          | Flesh Hunter 10 (2007)        | Scott Lyons, Brett Rockman, Arnold Schwartzenpecker i Mark Wood | Nominacja |